# Feng (Juti)
Feng (... – ...) fu un leggendario capo dei Juti, prototipo del re Claudio dell'Amleto di William Shakespeare. 
Viene citato in Chronicon Lethrense e nel Gesta Danorum (libro 3) di Saxo Grammaticus.

## Chronicon Lethrense
Il Chronicon Lethrense (e l'incluso Annales Lundenses) dicono che il re danese Rorik Slengeborre pose Horwendill e Feng a capo del Jutland, dando la figlia ad Horwendill come ricompensa per i suoi servizi. Horwendill e la figlia ebbero un bambino cui diedero il nome di Amblothe (Amleto). Il geloso Feng uccise Horwendill prendendone la moglie. Amblothe capì che la sua vita era in pericolo e finse, per salvarsi, di essere folle. Feng spedì Amblothe dal re di Britannia con due servi, con la richiesta al re di Britannia di uccidere Amblothe. Mentre i servi dormivano, Amblothe modificò il messaggio (probabilmente runico) trasformandolo in una richiesta di uccidere i servi e dare la figlia in sposa a lui. Il re fece quello che il messaggio chiedeva. Esattamente un anno dopo, Feng stava brindando alla morte di Amblothe, quando questi apparve uccidendolo.

## Gesta Danorum
Secondo Saxo, Feng ed Horwendill erano figli del re di Jutland, Gervendill, e gli succedettero al trono. Rørik Slyngebond, re di Danimarca, concesse la figlia ad Horwendill con cui mise al mondo Amleto. Ma Feng, per la gelosia, uccise Horwendill convincendo Gerutha a sposarlo, dicendole che l'aveva fatto per liberarla da un marito che la odiava. Amleto, timoroso di seguire la sorte del padre, si finse stupido, ma il sospettoso Feng lo fece esaminare con vari test raccontati in dettaglio. Tra le altre cose tentarono di farlo conquistare da una giovane ragazza, la sorellastra, ma l'astuzia gli permise di salvarsi. Quando Amleto uccise delle spie nascoste, come Polonio nella stanza della madre, Feng fu certo del fatto che la follia fosse simulata. Amleto venne mandato in Inghilterra con due servitori e la richiesta al re di ucciderlo. Amleto alterò il messaggio sulle tavole in legno facendo uccidere loro, e sposando la figlia del re.
Dopo il matrimonio, a un anno dalla sua partenza, Amleto tornò in Danimarca. Della fortuna che aveva accumulato, portò con sé solo alcuni bastoni riempiti d'oro. Arrivò giusto in tempo per un funerale, che doveva celebrare la sua morte. Durante la festa fece ubriacare i cortigiani, impiccandoli mentre erano svenuti, e dando fuoco al palazzo. Feng venne ucciso con la sua stessa spada.